# كيسي باول
كيسي باول (بالإنجليزية: Casey Powell)‏ هو لاعب اللاكروس أمريكي، ولد في 18 فبراير 1976 في وست كارثاغ في الولايات المتحدة.